# Manoir de Ban
Le manoir de Ban ou manoir du domaine de Champ de Ban est situé à Corsier-sur-Vevey, commune suisse proche du Léman. La propriété est célèbre pour avoir été la résidence de Charlie Chaplin durant 25 ans, de 1952 à sa mort en 1977. Un musée consacré à Charlie Chaplin et à son œuvre y a ouvert le 17 avril 2016,. Le manoir est inscrit à l’inventaire suisse des biens culturels d'importance nationale.

## Localisation
Le manoir s’élève au Champ de Ban, sur les hauteurs de Corsier-sur-Vevey, joli village viticole de la Riviera vaudoise. Le domaine de 14 hectares s’étend dans un paysage superbe, entre le vignoble de Lavaux (classé depuis 2007 par un comité de l’UNESCO sur la liste du patrimoine mondial), le Léman et les sommets des Alpes suisses.
Le domaine se trouve à 9 km de Montreux, à 26 km de Lausanne et à 91 km de Genève.

## Histoire

### Construction et transformations successives
Avant la construction du manoir, le lieu-dit Champ de Ban accueillait une exploitation agricole. De cette époque, il reste la ferme, édifice bâti à proximité de la route de Fenil, plusieurs fois remanié, ainsi qu’une fontaine.
Charles Emile Henri de Scherer (1791-1871) acquiert le domaine le 27 mai 1839. Il y fait construire en 1840 par l’architecte veveysan Philippe Franel (1796-1867) une superbe maison de maître de style néoclassique, enregistrée au registre foncier en 1841.
Les premiers plans remontent à septembre 1839. À cette époque, Philippe Franel est l’architecte phare de la Riviera. On lui doit de prestigieuses constructions de la région de Vevey : la Tour de l'Horloge, l’Hôtel des Trois Couronnes, le Château de l'Aile, le bâtiment de la Part-Dieu et de nombreuses maisons aux alentours. À la fois charpentier, entrepreneur et architecte, formé à Bâle et à Zurich, son empreinte est aujourd’hui encore omniprésente sur la Riviera.
Comme l'attestent les caves de la maison et les plans historiques du site, qui montrent des vignes dans une zone aujourd’hui boisée du sud du parc, le domaine a longtemps été également une exploitation viticole.
Ce n’est qu’à partir de 1946, à la suite de travaux de transformation, que les nouveaux propriétaires de la maison, le diplomate américain Grafton Winthrop Minot et son épouse Anne de Lancey, la baptisent « Manoir de Ban ».
Le peintre Philippe Robert (1881-1930) a fait un tableau du Manoir de Ban. On ne sait pas actuellement où est conservée cette œuvre.

### Liste chronologique des propriétaires[9]
- Michel de Crausaz, Chastelain de la Paroisse de Corsier (apparait sur un plan de 1705).
- Jean-Pierre Chiron, Capitaine (apparaît sur un plan de 1776).
- Abram David Doron Louis De Lom, Capitaine (avant 1839).
- Henri Baud (avant 1839).
- 27 mai 1839 : Charles Emile Henri Scherer – il y fait construire une maison, qui deviendra plus tard le manoir, et fait aménager le parc.
- 3 mai 1871 : décès de M. Scherer, sa seconde épouse Jeanne-Marie Adélaïde de Winterfeld hérite de la propriété.
- 27 décembre 1898 : héritiers de Mme de Winterfeld (qui n’a pas eu d’enfants).
- 27 novembre 1911 : les sœurs Dorothée Rosalie et Rosalia de Winterfeld.
- 12 juin 1914 : Louis Alfred Friedel, bourgeois rentier.
- 6 juin 1919 : Charles-Louis Bonny, horloger.
- 14 avril 1938 : reprise par le Crédit foncier vaudois.
- 3 juillet 1939 : Wilhelm Alfred Imperatori, industriel et écrivain.
- 28 mai 1940 : décès de Wilhelm Imperatori, son épouse Edit Imperatori hérite de la propriété. Durant la seconde guerre mondiale, Edit Imperatori a recueilli des réfugiés dans la maison.
- 9 décembre 1946 : rachat par Grafton Winthrop Minot, diplomate américain, et son épouse Anne de Lancey. Ils baptisent la maison « Manoir de Ban ».
- 31 décembre 1952 : acquisition par Charlie Chaplin.
- 25 décembre 1977 : décès de Charlie Chaplin, son épouse Oona hérite du manoir.
- 27 septembre 1991 : décès de Oona Chaplin, ses enfants héritent du manoir. Ils le confieront plus tard à la Fondation du musée Charlie-Chaplin.
- 8 avril 2008 : Genii Capital, société de capital-investissement basée au Luxembourg, rachète le manoir à la Fondation du musée Charlie-Chaplin en vue de pérenniser le projet[évasif] de musée.

### La résidence de Charlie Chaplin dès 1952
En septembre 1952, en route vers l’Europe pour la promotion de son film Limelight (Les Feux de la rampe), Charlie Chaplin apprend que les États-Unis ont résilié son visa. Soupçonné à tort de sympathiser avec les communistes, il est victime de la chasse aux sorcières menée par Joseph McCarthy. À la recherche d’une nouvelle adresse en Europe, la famille Chaplin visite la Suisse sur les conseils de Sydney, le demi-frère de Charlie. Séduit par le paysage, la tranquillité et la fiscalité, le cinéaste fait l’acquisition du manoir de Ban, alors en vente, pour la somme de 100 000 dollars, le 31 décembre 1952. Il déclare à ce sujet dans son autobiographie « Nous étions un peu impressionnés par l'air imposant de la maison, et nous nous demandions si cela conviendrait à nos revenus... ».
La famille emménage le 6 janvier 1953. Bien qu’ils aient acheté le manoir meublé, les Chaplin et leurs architectes Burnat et Nicati rénovent et réorganisent l’espace. À leur arrivée, Oona Chaplin est enceinte de leur cinquième enfant, le couple en aura huit au total.
Charlie Chaplin résidera 25 ans au manoir, jusqu’à son décès en 1977. Il y vivra les « années bonheur », rythmées par les promenades dans le parc, les jeux avec les enfants et les visites des amis venus des quatre coins du monde : de Marlon Brando à Truman Capote en passant par Michael Jackson.
L’artiste consacre également une grande partie de son temps au travail. C’est au manoir de Ban qu’il écrit les scénarios des films Un roi à New York, La Comtesse de Hong-Kong  et The Freak (dernier scénario jamais tourné). Il retravaille au piano les musiques de ses films et écrit son autobiographie, Histoire de ma vie, parue en 1964.
Sir Charles et son épouse Lady Oona sont enterrés au cimetière de Corsier-sur-Vevey.

## Description

### Le Manoir
Le manoir est un édifice rectangulaire flanqué de deux annexes latérales surmontées de terrasses. Les façades sont richement décorées pour l’époque : la porte d’entrée est flanquée de pilastres cannelés, les fenêtres sont cernées de filets et appuyées sur des tablettes moulurées sur consoles, les encadrements de fenêtres sont coiffés de corniches ou de frontons. Sous la toiture à quatre pans, couverte d’ardoise, s’avance un avant-toit à modillons. Au rez-de-chaussée, un péristyle court sur toute la longueur arrière du manoir et revient sur les côtés, vers les annexes. Cette galerie d’inspiration coloniale offre une vue splendide sur le parc, le lac et les montagnes.
Tel qu’il a été rénové en 1952 pour la famille Chaplin, le manoir comptait 19 pièces sur trois niveaux (2e étage sous les combles aménagé en 1977) pour une surface totale habitable de 1 150 m2. Au sous-sol, se trouvent d’anciennes caves héritées de l’exploitation viticole, où Charlie Chaplin avait fait aménager des archives à humidité constante pour y conserver ses œuvres originales.
Le manoir était richement décoré : mosaïque de marbre ou parquet massif au sol, des boiseries au mur... Charlie Chaplin a acquis le manoir meublé. Une partie du mobilier, acquis par Anne de Lancey, la propriétaire précédente, provenait d’un château de la Loire en France. La famille Chaplin a aussi fait venir son mobilier californien.

### Les dépendances
La propriété comprend une ferme qui a historiquement précédé le manoir. Elle a été plusieurs fois transformée, et abritait à l’époque de Charlie Chaplin des logements pour le personnel, des écuries, une grange et une remise.
Un autre bâtiment, des garages datant de 1900, rénovés vers 1980, pouvaient accueillir trois véhicules. Ils étaient également surmontés d’un logement pour le personnel. La famille Chaplin a eu jusque treize employés : secrétaire, nurses, gouvernantes, cuisinières, jardiniers et chauffeurs.

### Le parc
Le parc de Champ de Ban s'étend sur près de 14 hectares, descendant en pente douce jusqu’aux berges de la Veveyse et du ruisseau de Nant. Pour l’aménagement initial du parc, dans les années 1840-1850, Charles Émile Henri de Scherer fit appel à un ingénieur forestier, Edmond Davall, qui semble avoir introduit de nombreux arbres exotiques en vue d’étudier leur acclimatation.
Le domaine comprend :
- un parc d’agrément de 6,1 hectares couvert de pelouse naturelle et parsemé de bouquets d’arbres séculaires : hêtres, érables, ormeaux, épicéas, séquoia, cèdres… ;
- un verger attenant à la ferme, une serre de 1965 attenante au garage, un jardin potager, que Charlie Chaplin aimait cultiver, une cour, une fontaine. On y trouvait aussi une piscine et un court de tennis, qui ont disparu lors de l’aménagement du musée.
- une forêt en terrasses de 7,5 hectares essentiellement composée de feuillus. Dans la partie sud du domaine, la zone forestière était anciennement occupée par un vignoble.

## Le muséeChaplin's World
Chaplin's World by Grévin a ouvert le 17 avril 2016 au domaine de Ban,,. La visite retrace d’abord, dans le manoir, la vie personnelle et familiale de Charlie Chaplin, puis, dans un nouveau bâtiment, la vie publique et artistique de Charlot. Au total, le musée présente plus de 4 000 m2 d’espaces d’exposition, exploités par Grévin, filiale de la Compagnie des Alpes (CDA).

## Les dates clés
- 1840 : construction du manoir.
- 1952 : Charlie Chaplin s’installe au manoir.
- 1977 : disparition de Charlie Chaplin.
- 2000 : développement du projet de musée par Chaplin Museum Development[15].
- 2008 : acquisition du manoir par la société luxembourgeoise Genii Capital[1].
- 2013 : début des travaux d’aménagement du musée Charlie-Chaplin.
- 2014 : accord avec la Compagnie des Alpes / Grévin pour l’exploitation du musée[14].
- 2016 : ouverture du Chaplin's World le 17 avril[1],[2],[13].

## Autour du manoir de Ban
À proximité immédiate du manoir de Ban, du temps où Charlie Chaplin et sa famille vivaient, d'importants changements ont eu lieu, particulièrement entre la fin des années 60 et le début des années 70, passant d'un environnement rural à un milieu urbain. Au nord de la propriété, à une cinquantaine de mètres, le paysage a fortement changé avec la construction de l'autoroute A9, et l'ouverture au trafic automobile le 17 septembre 1971 pour la section Vevey-Chexbres. Les deux ponts de l'autoroute sur la rivière veveyse, avec le début du chantier en 1967 et la mise en service pour le pont en aval en septembre 1968 et celui en amont en août 1969 ont été les évènements les plus spectaculaires du chantier. En 1968, la zone située près du pont de Fenil, à un kilomètre du manoir de Ban a été décrétée zone industrielle. Le pont de Fenil, construit entre 1902 et 1903, qui était ferroviaire jusqu'en 1969, est devenu un pont routier en 1974. Entre 1970 et 1972, l'entreprise Rinsoz & Ormond construit une usine de tabac et plus tard viendront s'ajouter des produits alimentaires, et emploie 150 ouvriers,, qui défileront en partie devant le logement du réalisateur et acteur du film Les Temps modernes pour se rendre au travail jusqu'en 1993. D'autres entreprises s'établiront ensuite dans la zone. Pour relier cette zone industrielle, des travaux ont été entrepris sur la route de Fenil pour l'élargir, de mai 1972 à décembre 1973,. Le virage de Champ-de-Ban, à 50 mètres de la propriété, a disparu au début des années 70, seule la route qui relie le pont de Fenil a substituée.
Au sud de la propriété, à une centaine de mètres, les deux tours d'immeubles de Gilamont, de quarante mètres de haut, ont été construites en 1967 et 1969, et qui verront en 2010 des fresques monumentales de scènes de films de Charlie Chaplin orner les deux tours, et inaugurées notamment par Eugène Chaplin le 8 octobre 2011. La construction du pont routier de Gilamont qui traverse aussi la veveyse en amont des tours, entre avril 1969 et l'ouverture à la circulation en octobre 1970 a également modifié le paysage à proximité du manoir de Ban.